# Mathilde Westmeijer

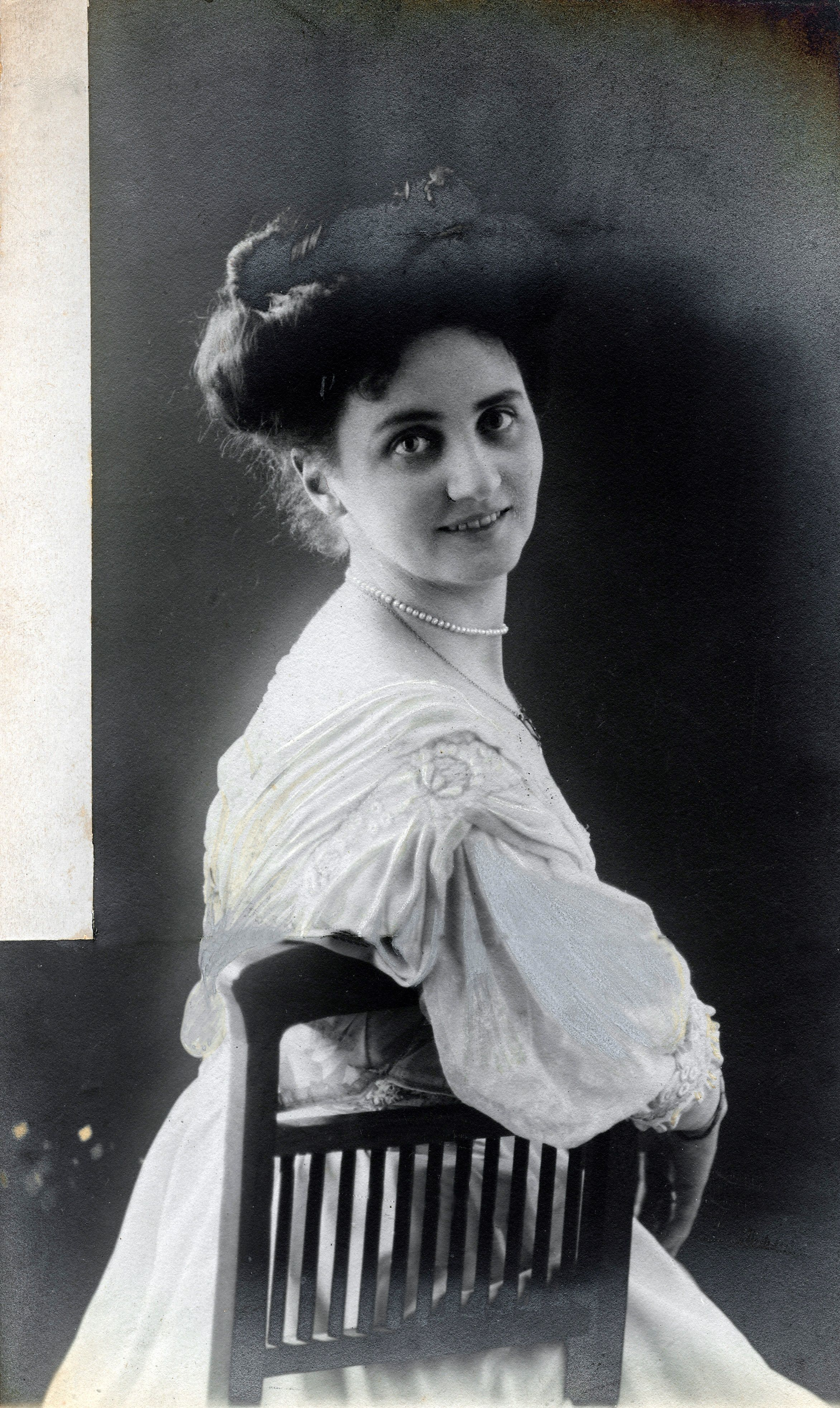
Mathilde Westmeijer

Mathilde Maria Antonia Westmeijer (Amsterdam, 4 december 1874 - Den Haag, 29 mei 1945) was een katholieke Nederlandse vrouw die door haar handel en wandel veel ophef veroorzaakte in de eerste jaren van de 20e eeuw.
Zij stond centraal in de "lintjesaffaire" waarin zij de gereformeerde politiek leider Abraham Kuyper namens zakenlieden grote geldbedragen deed toekomen, in de kennelijke verwachting dat haar cliënten een koninklijke onderscheiding zouden ontvangen. Later chanteerde zij Kuyper, de zakenman Rudolph Lehmann en anderen met door hen en door Kuypers dochter Henriëtte geschreven brieven. Kuyper heeft haar veel geld moeten betalen.
De levenswandel van de knappe, maar manke, Mathilde was omstreden. Zij probeerde een zelfstandig bestaan op te bouwen als zakenvrouw maar haar fietsimport ging in 1907 failliet. Zij leende daarna grote bedragen bij haar familie en zij kreeg van zakenlieden geld omdat deze meenden dat Mathilde invloed op Abraham Kuyper had. Die invloed bleek beperkt maar de Tweede Kamer heeft in 1910 over Kuyper en Mathilde Westmeijer gedebatteerd. Er was, zo meende de oppositie, sprake van corruptie omdat grote giften in de kas van Kuyper gevolgd waren door benoemingen in de Orde van Oranje-Nassau. De CHU steunde Kuyper enigszins maar A.F. de Savornin Lohman was kritisch. De anti-revolutionairen en de katholieke RKSP stonden achter Kuyper die zijn onschuld betoogde. Een speciaal ingestelde Ereraad onderzocht de brieven en archiefstukken en zij heeft ook Mathilde Westmeijer gehoord.
Mathilde Westmeijer reisde veel en leefde op grote voet. Daarbij onderhield zij ook het gezin van haar werkloze broer. In brieven van Pibo Antonius Pijnappel aan J.E.W. Duys, die in handen kwamen van de sociaaldemocratische voorman Pieter Jelles Troelstra, werd zij eerst een demi-mondaine, later en na enig beraad een "onbetwistbare snol" genoemd. Zij stelde zich, zo heet het "voor een perversiteit (suceeren) beschikbaar". Zij handelde volgens Pijnappel stelselmatig in lintjes. 
Dat Mathilde Westmeijer en Abraham Kuyper een verhouding zouden hebben gehad (wat kwade tongen beweren) kan niet worden aangetoond. We weten wel dat zij elkaar in Brussel geregeld hebben ontmoet.
In december 1923 heeft Mathilde Westmeijer nog geprobeerd om de Antirevolutionaire politicus Hendrik Colijn te chanteren met oude notities over Kuyper.